# Peter Michelsen (Germanist)
Peter Michelsen (* 17. Januar 1923 in Mölln / Kreis Herzogtum Lauenburg; † 16. April 2008 in Wilhelmsfeld) war ein deutscher Germanist.

## Leben
Nach dem Abitur im Jahr 1941 und dem Kriegsdienst bis zum Jahr 1945 studierte er seit dem Wintersemester 1945/46 Deutsche Philologie, Philosophie und Kunstgeschichte an der Georg-August-Universität Göttingen, wo er im Jahr 1951 bei Klaus Ziegler über Friedrich Hebbels Tagebücher promoviert wurde. Von 1952 bis 1954 war er Lektor am University College in Aberystwyth, Wales und von 1957 bis 1959 Professor an der Dalhousie University in Halifax, Kanada. Wieder in Göttingen, habilitierte er sich im Jahr 1960 als Assistent von Wolfgang Kayser mit der Arbeit Laurence Sterne und der deutsche Roman des 18. Jahrhunderts. 
Nach einer Lehrstuhlvertretung an der Universität Tübingen wurde er als Professor im Jahr 1963 zunächst an die TH Braunschweig und im Jahr 1967 an die Ruprecht-Karls-Universität Heidelberg berufen. Dort lehrte er bis zu seiner Emeritierung im Jahr 1988.
Seit 1979 war er Honorarprofessor an der Dalhousie University in Halifax, wo er mehrfach am German Department unterrichtete. Im Jahr 1999 wurde er mit der Goldenen Goethe-Medaille der Goethe-Gesellschaft Weimar ausgezeichnet.

## Werke
- Friedrich Hebbels Tagebücher. Eine Analyse, Diss. 1951, Göttingen 1966, 2. Auflage, Würzburg 1995
- Laurence Sterne und der deutsche Roman des 18. Jahrhunderts, Göttingen 1962, 2. Auflage, Göttingen 1972
- Zeit und Bindung. Studien zur deutschen Literatur der Moderne, Göttingen 1976
- Der Bruch mit der Vater-Welt. Studien zu Schillers Räubern, Beihefte zum Euphorion 16, Heidelberg 1979
- Der unruhige Bürger. Studien zu Lessing und zur Literatur des 18. Jahrhunderts, Würzburg 1990
- Im Banne Fausts. Zwölf Faust-Studien, Würzburg 2000

## Schwerpunkte
Deutsche Literatur vom 17. bis zum 20. Jahrhundert, besonders Lyrik und Dramatik:
Aufsätze zu Andreas Gryphius, Gotthold Ephraim Lessing, Johann Wolfgang von Goethe, Friedrich Schiller, Heinrich von Kleist, Georg Büchner, Christian Dietrich Grabbe, Hugo von Hofmannsthal, Frank Wedekind, August Stramm, Rudolf Kassner, Paul Celan, Peter Weiss
Deutsche Literatur im europäischen Kontext: 
Aufsätze zu Giorgio Vasari, William Shakespeare, Pedro Calderón de la Barca, Thomas De Quincey, Laurence Sterne, Lady Montague, Madame de Staël